# Toronto Sun

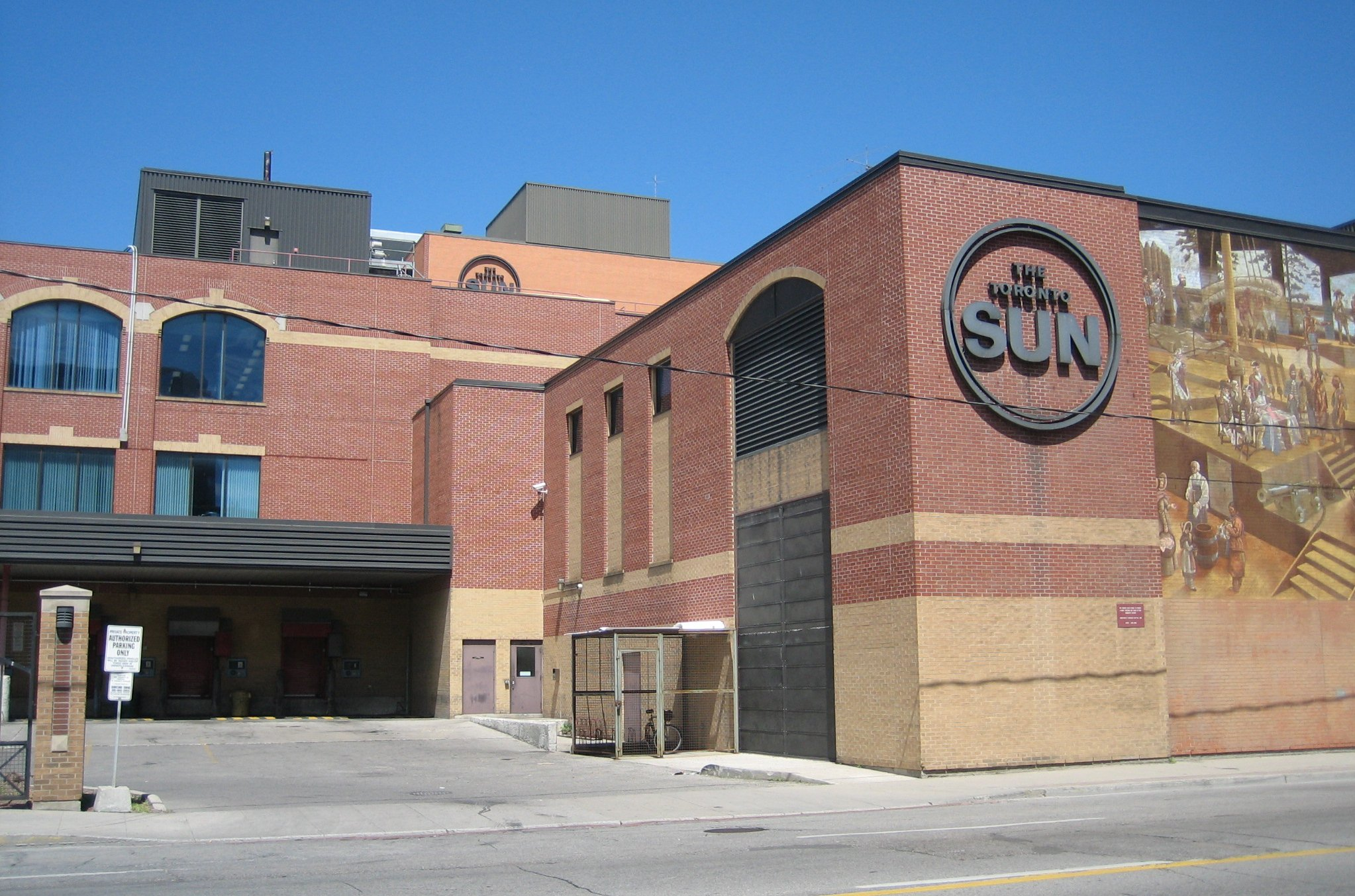
Das Toronto Sun Building

The Toronto Sun ist eine englischsprachige Zeitung Kanadas, die in Toronto herausgegeben wird. Ihr Druckformat ist Tabloid. Sie erschien erstmals am 1. November 1971 und gilt als konservativ-populistisch.
Das Toronto Sun Building trägt ein Kunstwerk aus dem Jahre 1993. Der Künstler John Hood stellt darin zwei Jahrhunderte Geschichte dar.